# タテヅノカブト属
タテヅノカブト属（タテヅノカブトぞく、縦角兜属、学名：Golofa）は、昆虫綱甲虫目カブトムシ亜科に属する分類群。中南米に多く分布する。胸角が縦に伸びているのが特徴。テナガコガネのように前脚が長いことから、別名をテナガカブトともいわれる。
学名からゴロファ属とも呼び、近年は愛好家たちが学名を愛称(ゴロファ)としていることも多い。

## 特徴
竹などの若い茎に付き、茎を頭楯で鉋をかけるように削ってにじみ出る汁を吸う。こうした頭楯の使い方は多くのカブトムシに共通している。前脚は細い茎の上での活動に適応して長くなる。頭角と胸角両方とも細く、胸角部分は毛が生え、種類によって頂上部が独特の形状をしている。体色は橙色が多い。
闘争の際はフェンシングのように、細長い頭角で相手のバランスを崩すことが知られる。
高地の竹林や花などにも集まり、地域によっては、栽培植物を傷つける害虫とされることもある。
幼虫は竹類の腐植土や葉の残骸などを食べて成長する。蛹も特徴の前脚を折っている姿をしている。
その特異な形状から昆虫図鑑などで有名だが、飼育種としては他のカブトムシほど注目されておらず、南米産の大型カブトムシの中では、ヘラクレスオオカブトやゾウカブトに比べ、あまり研究が進んでいないグループである。

## 種

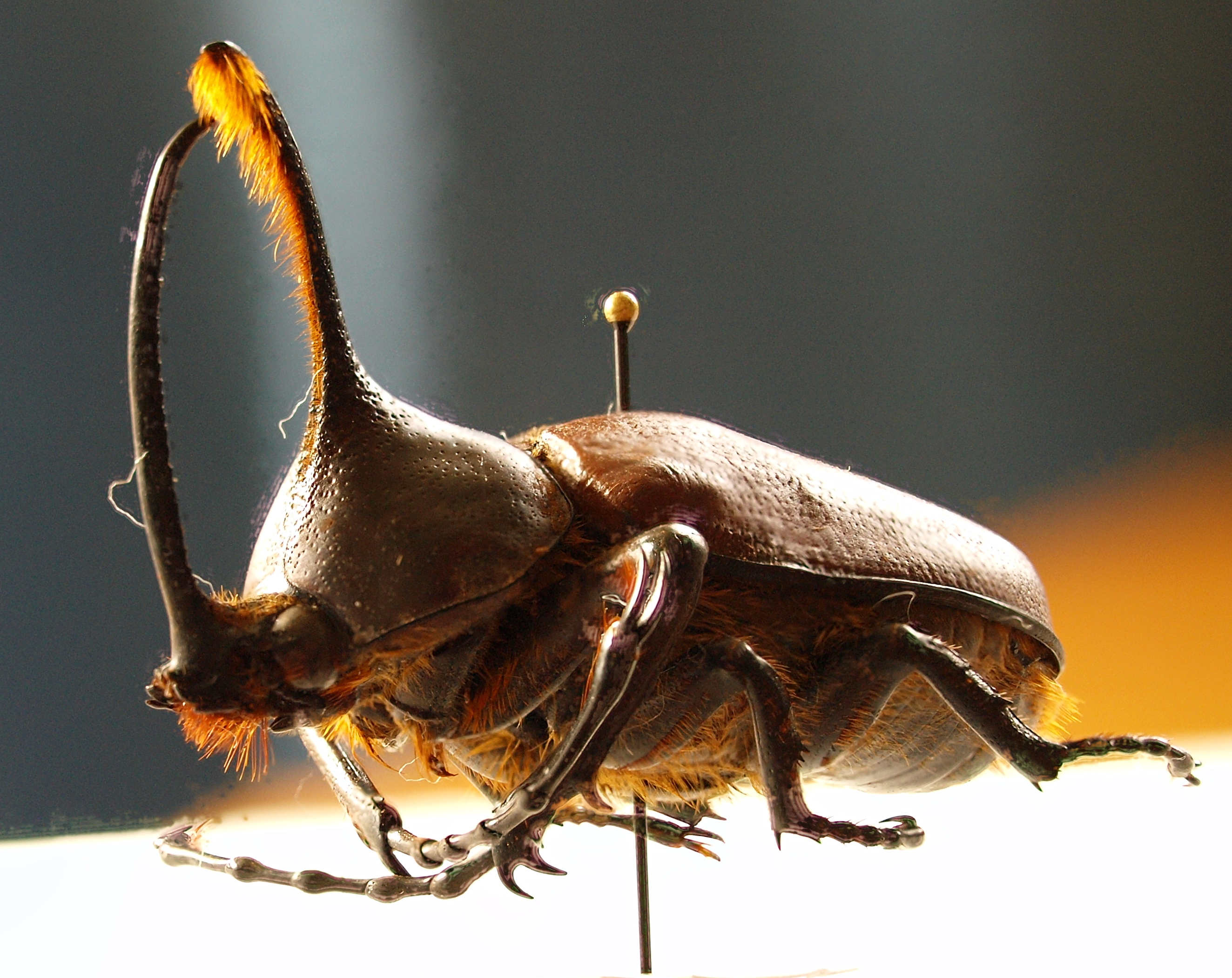
ノコギリタテヅノカブト Golofa porteri

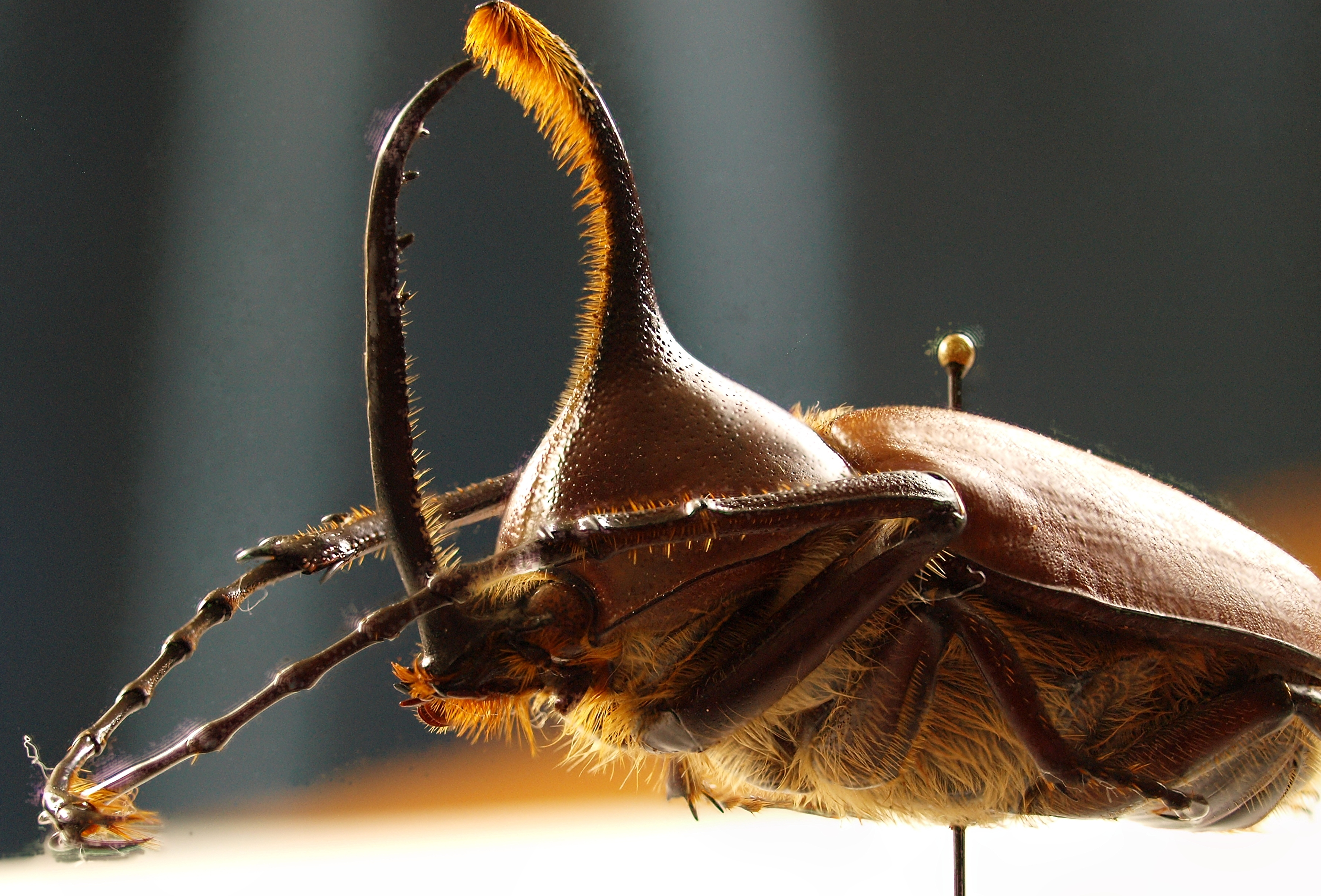
エアクスタテヅノカブト Golofa eacus

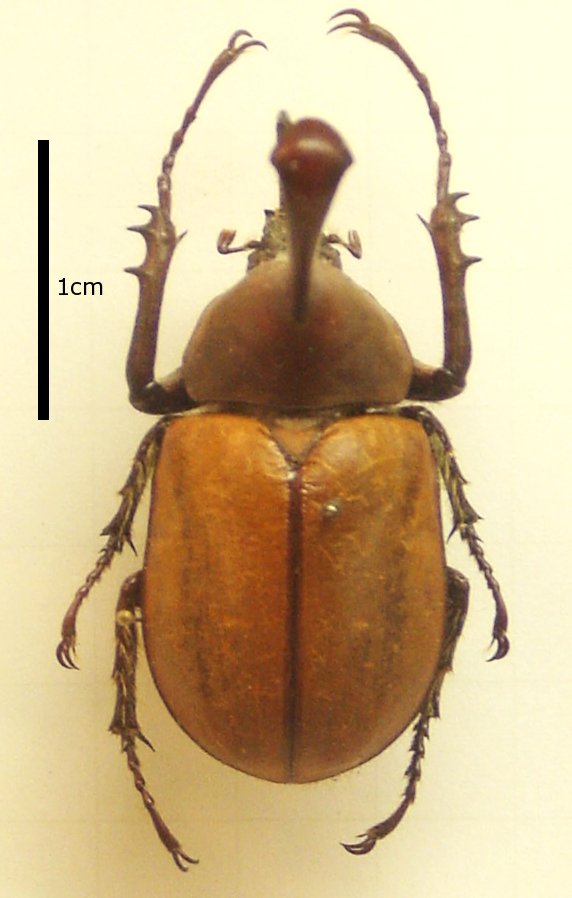
クラヴィゲールタテヅノカブト Golofa Claviger

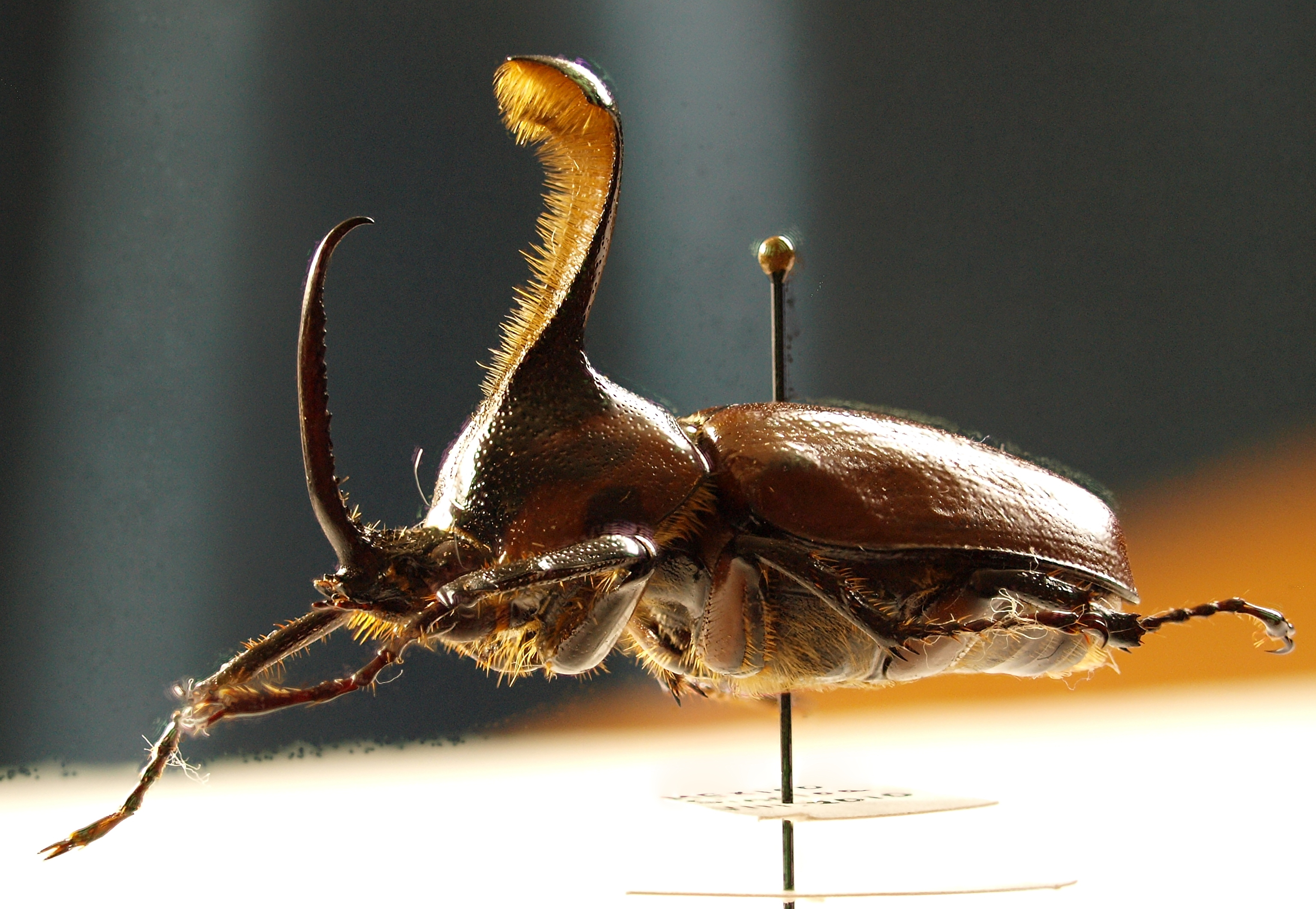
ツヤヒシガタタテヅノカブト Golofa xiximeca

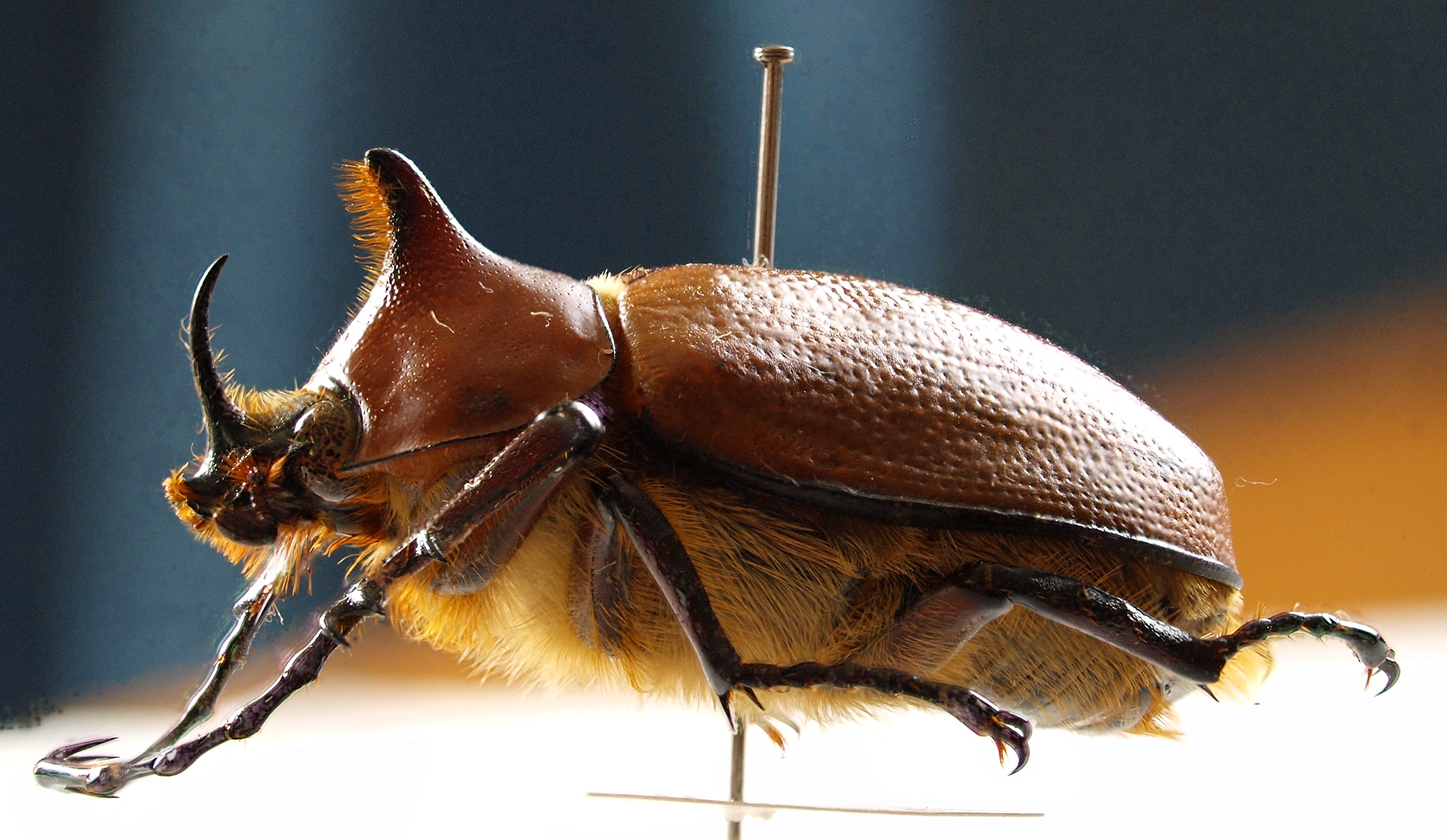
アエギオンタテヅノカブト Golofa aegeon

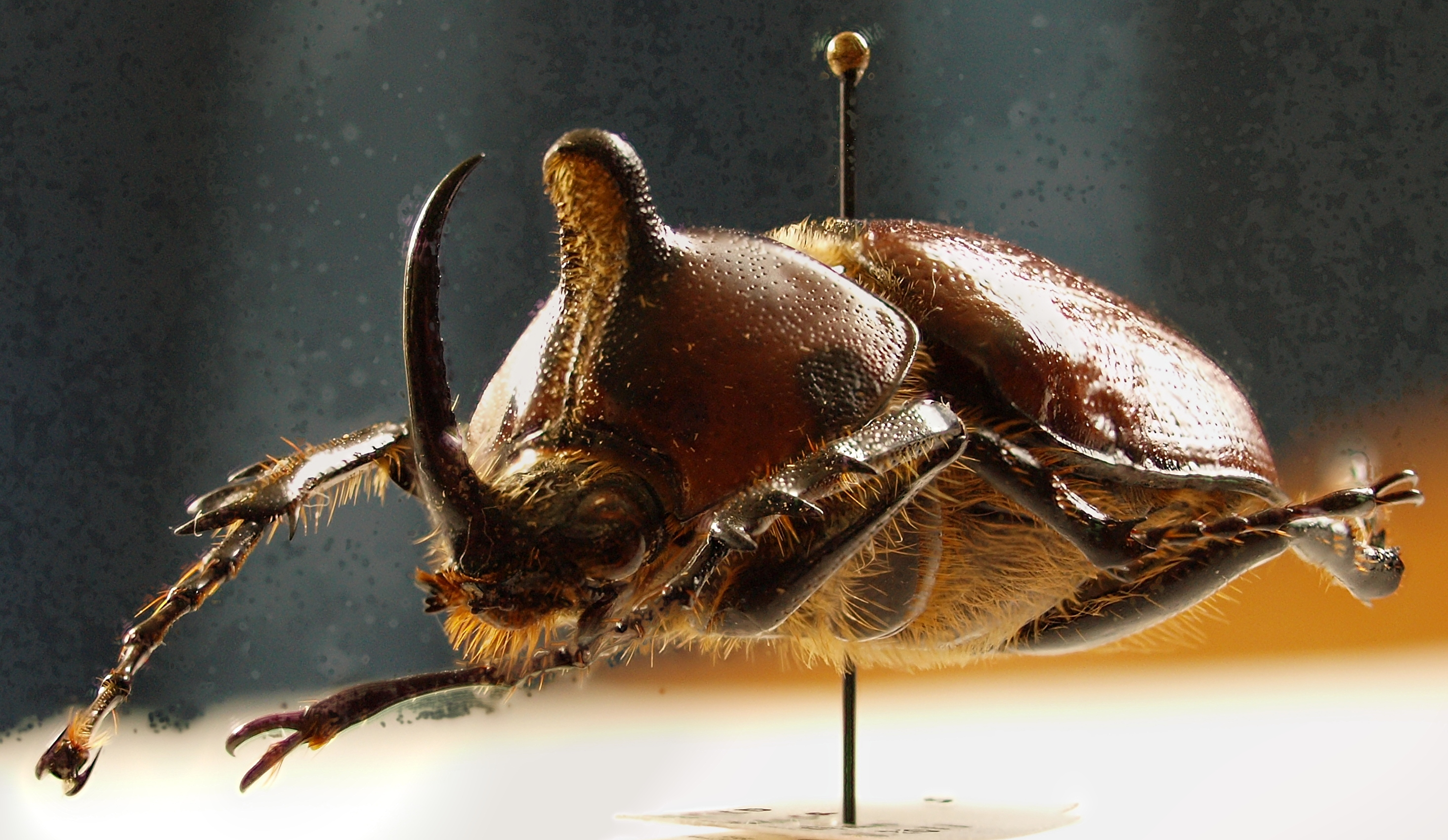
インペリアリスタテヅノカブト Golofa imperialis

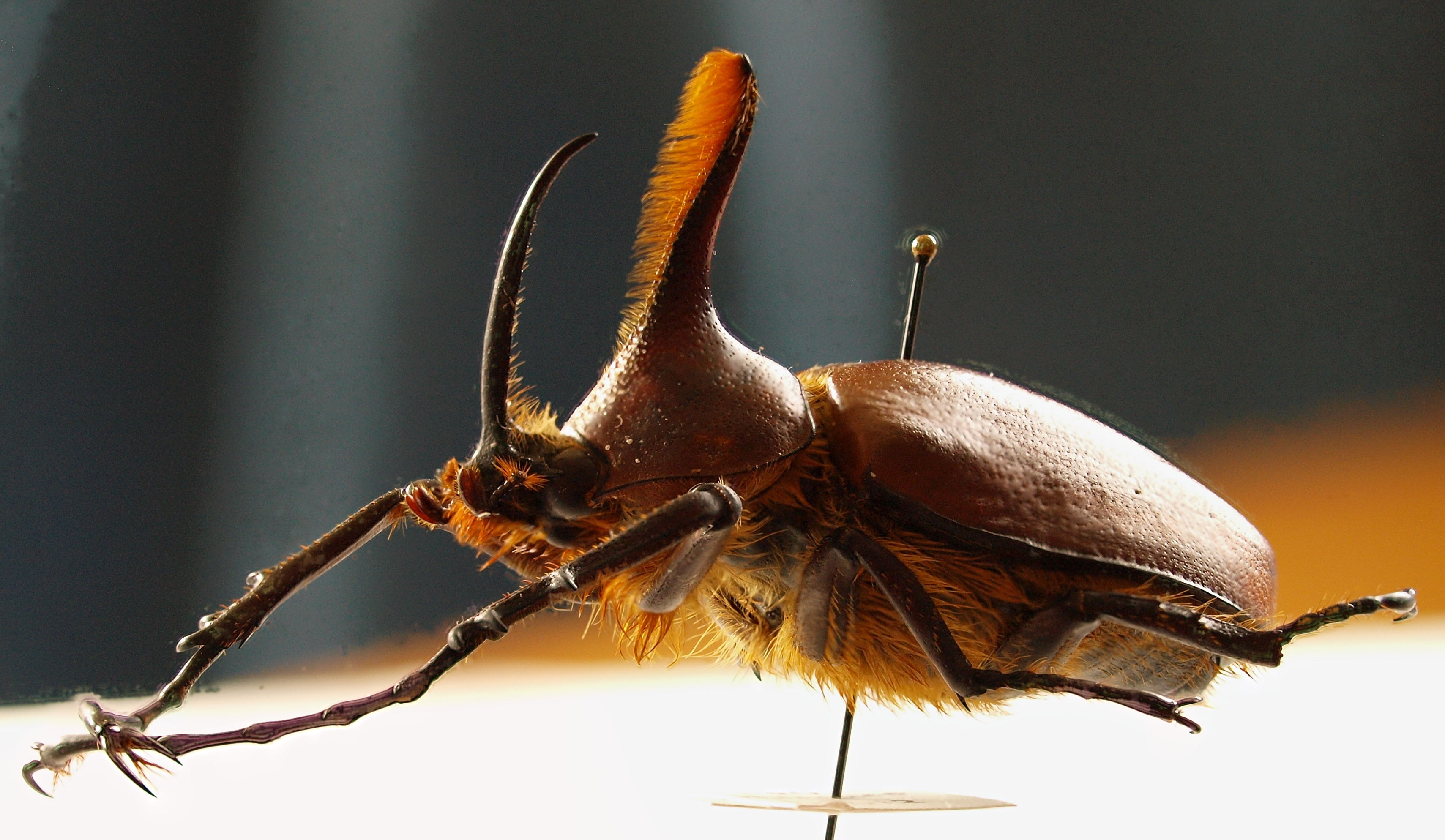
スパサタテヅノカブト Golofa spatha

今のところ20種 - 30種程に分けられてはいるものの、まだ明確な分類は確立されていない。
ノコギリタテヅノカブト (ポルテリタテヅノカブト) Golofa porteri
南アメリカ北部に分布する。昼間に活動し、若い竹や葦の茎に頭を下にして止まり、茎の表面を削って汁を吸う様子が観察される。このときオス個体はその茎を占拠し、独占することで交尾相手の雌を獲得する。オスは全体的に橙色をしており、ノコギリのような角が特徴。雌は黒い。細い竹の茎の上の活動に適応して脚は著しく細長い。
ヒメノコギリタテヅノカブト（エアクスタテヅノカブト） Golofa eacus
ノコギリタテヅノカブトを小柄にしたような見た目をした種。

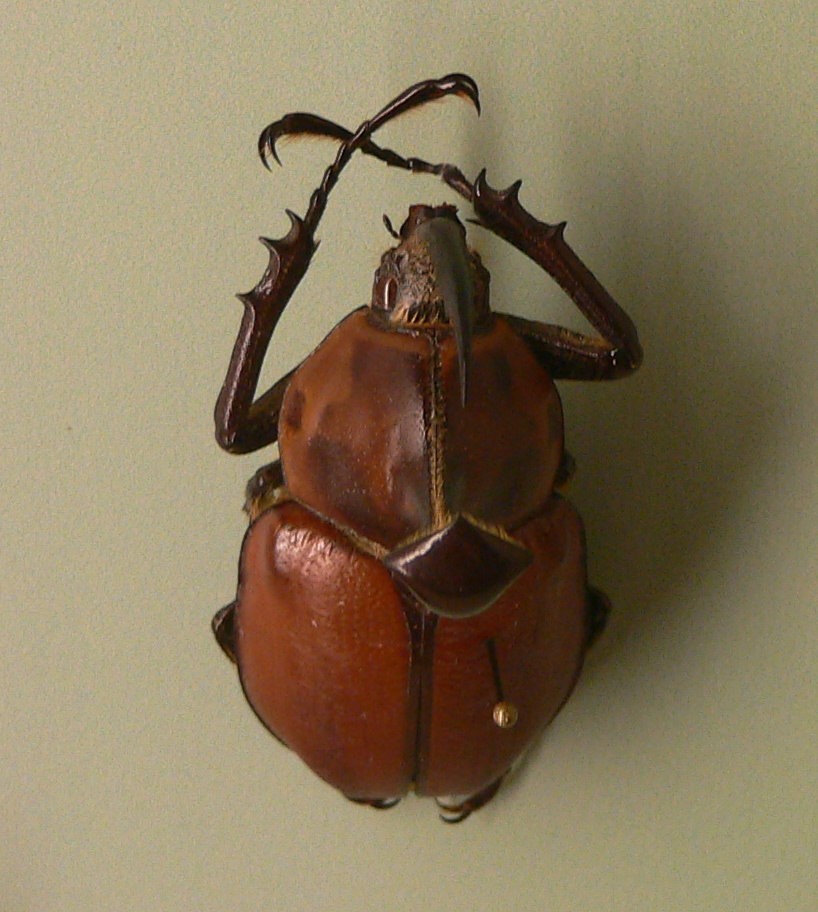
ピサロタテヅノカブト Golofa pizarro
中央アメリカに分布する。ノコギリタテヅノカブトの角がノコギリなのに対し、本種は胸角が箆のようである。
ピサロという名は、インカ帝国を征服したスペイン人のコンキスタドール、フランシスコ・ピサロが手にしていた十字架が本種の胸角に似ていることが由来する。
クラヴィゲールタテヅノカブト（ヒシガタタテヅノカブト） Golofa claviger
名前の通り胸角がひし形のような形をしている。
コブナガタテヅノカブト Golofa obliquicornis
オブリキコルニスタテヅノカブトとも呼ばれる。胸部の角が長いこぶのような形をしている。
コブタテヅノカブト（ヒシツノアラメタテヅノカブト） Golofa globricornis
グロブリコルニスタテヅノカブトとも呼ばれる。胸部の角がへらのような形をしている。
ヒメコブタテヅノカブト（マルヅノヒメタテヅノカブト） Golofa pelagon
ペラゴンタテヅノカブトとも呼ばれる。小型の種。
ツヤタテヅノカブト Golofa cochlearis
コケレアリスタテヅノカブトとも呼ばれる。頭部の角が平たいのが特徴。
ツヤヒシガタタテヅノカブト Golofa xiximeca
キキメカタテヅノカブトとも呼ばれる。胸部の角が上部に伸び、その内側に黄色い毛が生えている。
アエギオンタテヅノカブト Golofa aegeon
大型の種。ノコギリタテヅノカブトと似ているが、胸部の先端が突出する。
ミカドヒメタテヅノカブト Golofa imperialis
インペリアリスタテヅノカブトとも呼ばれる。ピサロタテヅノカブトとよく似ている。
コスタリカタテヅノカブト Golofa costaricensis
胸角が細長く、上に伸びる。
ケブカタテヅノカブト Golofa unicolor
ユニカラータテヅノカブトとも呼ばれる。角が存在しない。
カクスタテヅノカブト Golofa cacus

インカタテヅノカブト Golofa incas
グアテマラに生息している。
パラドックスタテヅノカブト Golofa paradoxa

クロヘリチビタテヅノカブト Golofa pusillus
プシラタテヅノカブトとも呼ばれる。前翅のみがオレンジ色の個体と全身が黒い個体が存在している。
アルゼンチンタテヅノカブト Golofa argentinus

ガウジョタテヅノカブト Golofa gaujoni
スパサタテヅノカブト Golofa spatha
胸角が細長く伸びるのが特徴的な種。
テパネネカタテヅノカブト Golofa tepaneneca

イネルミスタテヅノカブト Golofa inermis
ケブカタテヅノカブトに似ているが、前翅に黒い筋が入るため見分けられる。
クロスジタテヅノカブト Golofa minuta
ミヌタタテヅノカブトとも呼ばれる。前翅に黒い筋が入る。
クロタテヅノカブト（チビタテヅノカブト） Golofa tersander
テルサンデールタテヅノカブトとも呼ばれる。体が真っ黒な種。